# Komsomolski (Adygeja)
Komsomolski (russisch Комсомольский) ist ein Dorf (posjolok) in Südrussland. Es gehört zur Republik Adygeja und hat 160 Einwohner (Stand 2019). Im Ort gibt es 4 Straßen. Komsomolski liegt 9 km westlich von Koschechabl (dem Verwaltungszentrum des Bezirks) auf der Straße. Netschajewski ist der nächstgelegene ländliche Ort.